# محوطه کاسه کران ۱
محوطه کاسه کران ۱ مربوط به هزاره سوم و ۲ قبل از میلاد - دوره اشکانیان - دوره ساسانیان - سده‌های اولیه دوران‌های تاریخی پس از اسلام است و در شهرستان گیلانغرب، بخش مرکزی، دهستان چله، غرب روستای کاسه کران واقع شده و این اثر در تاریخ ۲۶ اسفند ۱۳۸۷ با شمارهٔ ثبت ۲۵۷۵۸ به‌عنوان یکی از آثار ملی ایران به ثبت رسیده است.